# Encyrtus ingae
Encyrtus ingae är en stekelart som beskrevs av Sugonjaev 1998. Encyrtus ingae ingår i släktet Encyrtus och familjen sköldlussteklar.
Artens utbredningsområde är Vietnam. Inga underarter finns listade i Catalogue of Life.